# Inline Alpin

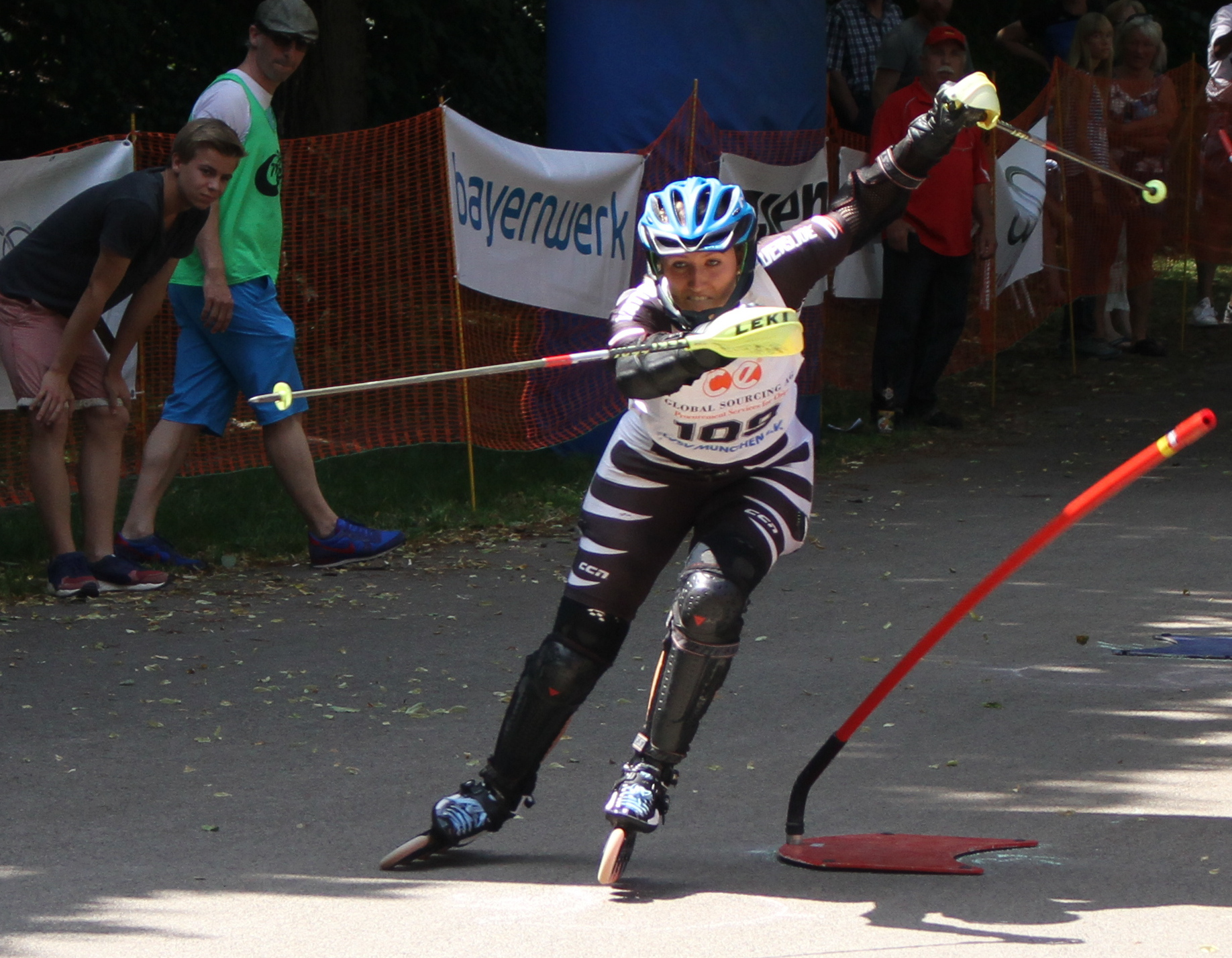
Mit Druck ins Ziel

Inline alpin oder Ski-Inline ist eine Disziplin im Inlineskating. Diese Sportart weist viele Parallelen zum alpinen Skisport auf und wurde ursprünglich als Sommertraining für die Wintersportler entwickelt. Inzwischen hat sich Inline-alpin zu einer eigenständigen Sportart entwickelt.
Die Sportart und ihre Wettbewerbe werden gemeinsam von der Fédération Internationale de Ski (FIS) und der Fédération Internationale de Roller Sports (FIRS) bzw. in Deutschland dem Deutschen Skiverband und dem Deutschen Rollsport und Inline-Verband organisiert. Dabei bevorzugt der Skiverband die Bezeichnung Ski-Inline, während der Rollsportverband seine Wettbewerbe Inline alpin nennt.

## Wettkampfstrecke

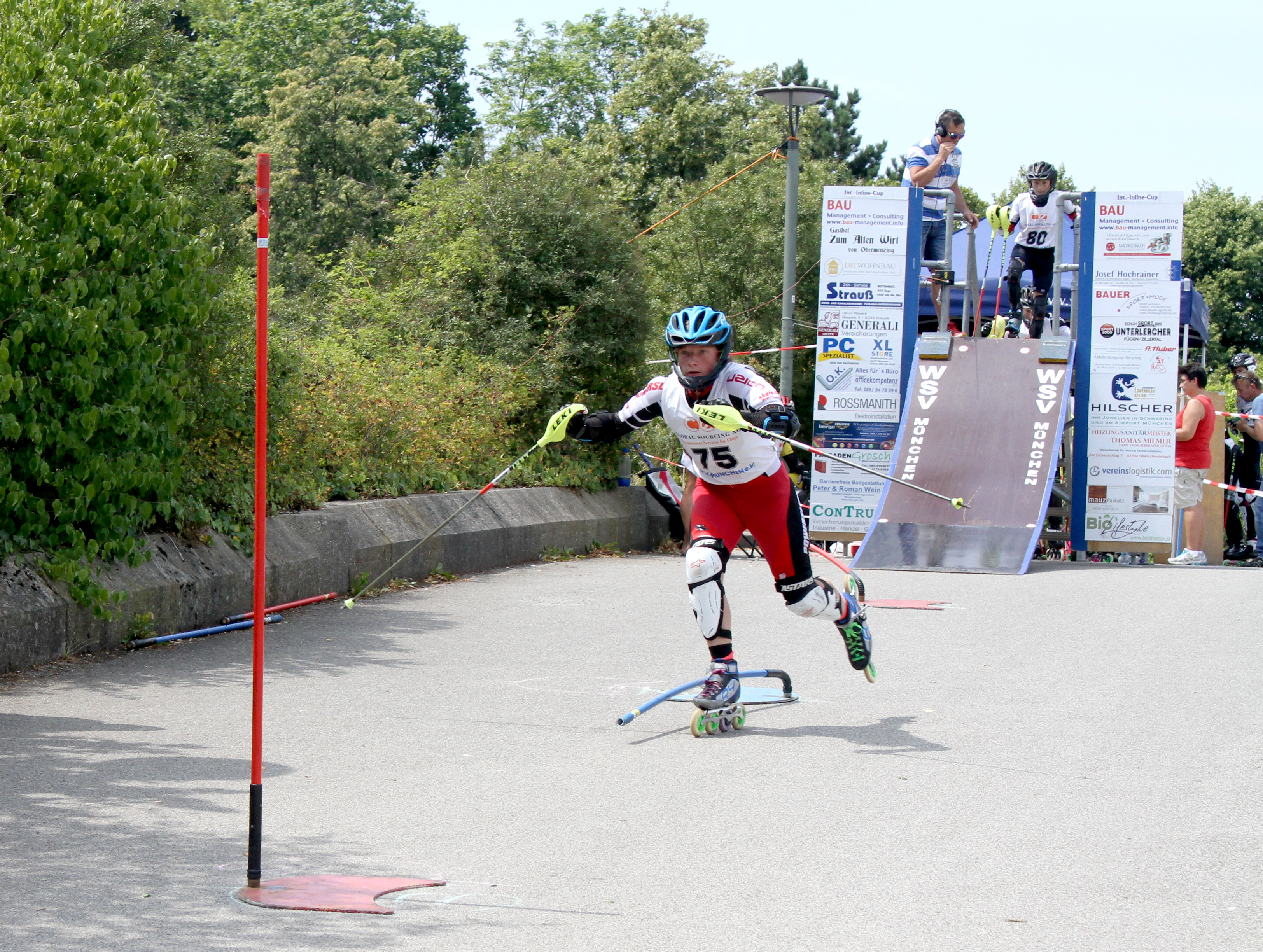
Startrampe und Phase des Beschleunigens

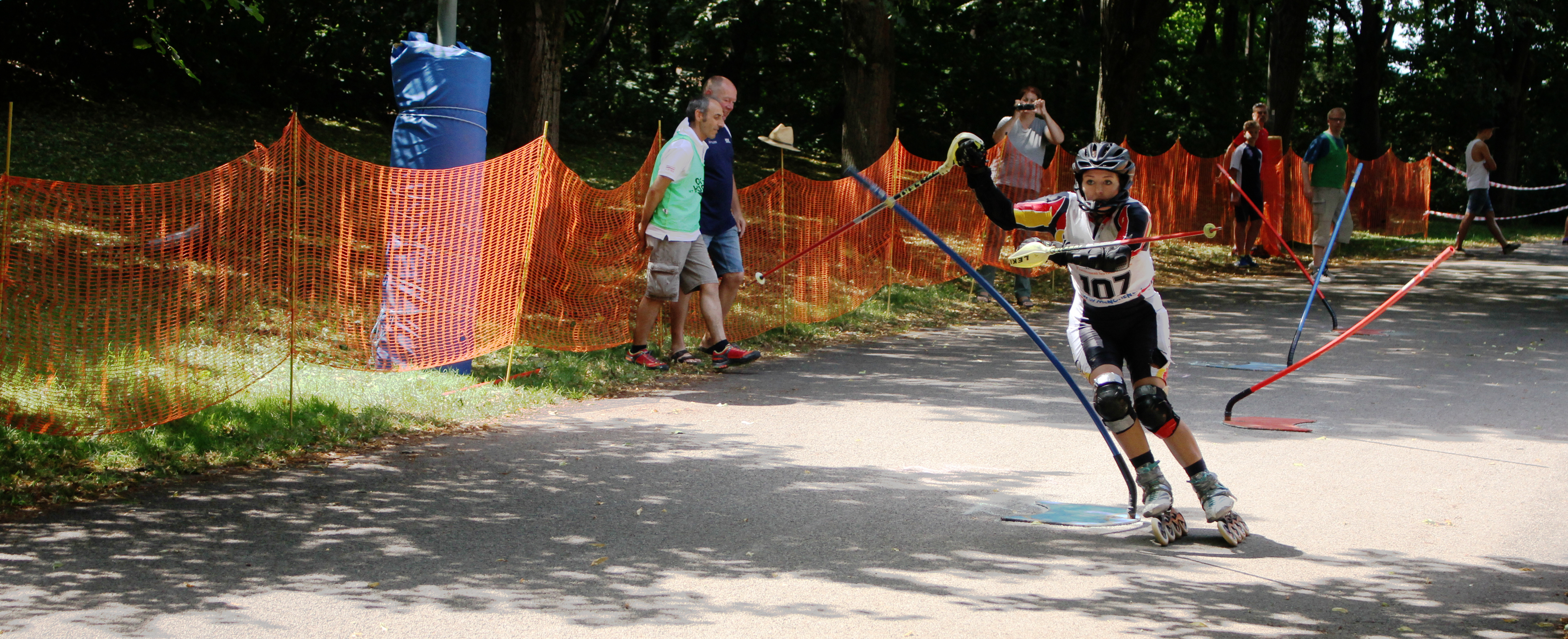
Im Slalom durch die Tore

### Start
Die Startaufbauten werden unter der Berücksichtigung an die jeweiligen Streckengefälle aufgebaut. Der Start erfolgt im flachen Gelände über eine Rampe, die Höhe der Rampe kann zwischen 60 cm und 2 m variieren. Die Athleten öffnen mit dem Bein die Startschranke, dabei wird die elektronische Zeitmessung ausgelöst. Danach gehen sie auf die Strecke.

### Strecke
Der Streckenverlauf ist durch Kippstangen vorgegeben, die ihre Standfestigkeit durch Metallplatten erhalten. Die Kippstangen sind ca. 15 kg schwer. Die Strecke ist durch verschiedene Parameter definiert. Besonders ausschlaggebend neben Sicherheitsaspekten sind unter anderem Qualitätsmerkmale des Belages und das Gefälle. Das Gefälle der Strecke sollte mindestens 6 % und maximal 12 % betragen. Die Kippstangen sind in einem Abstand zwischen 3 m und 6 m aufgestellt und in horizontaler Richtung mehr oder weniger versetzt angeordnet. Auf der Strecke stehen mindestens 30 bis 40 Tore auf einer Länge zwischen 150 Metern und 250 Metern. An kritischen Stellen sind Protektoren in Form von Matten und Strohballen ausgelegt.

### Ziel
Der Zielraum muss eine angemessene Ausdehnung aufweisen sowie gut einsehbar sein; bei ansteigendem oder flachem Auslauf soll er die Athleten den Bremsvorgang unterstützen und viel Raum bieten, zumal Bremse bzw. Stopper nicht unbedingt zur Standardausrüstung gehören.

## Disziplinen
Es gibt im Inline-alpin vier unterschiedliche anerkannte Disziplinen.

### Slalom

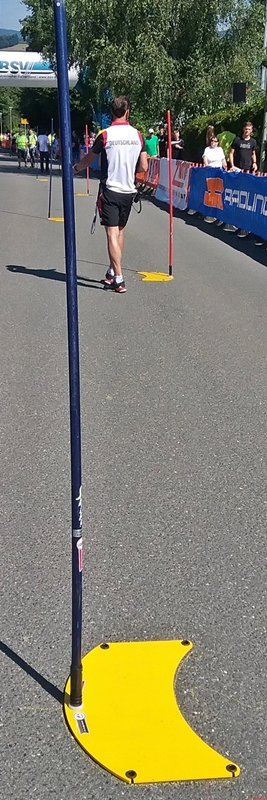
Slalomtor

Auf der Slalomstrecke besteht ein zu durchfahrendes Tor aus zwei Kippstangen, die mit einem Haltesystem im Boden arretiert sind. Die Slalomtore dürfen nicht weniger als 3 m und nicht mehr als 8 m voneinander entfernt sein. Es dürfen auf der Strecke nur 30 bis 60 Tore in zwei unterschiedlichen Farben stehen. Im Hinblick darauf einen möglichst abwechslungsreichen Kurs zu erhalten, muss die Strecke horizontale (offene) und vertikale (blinde) Tore beinhalten und es muss mindestens eine bis drei Vertikalkombinationen, bestehend aus drei bis vier Toren und ein bis drei Haarnadelkombinationen, vorhanden sein. Das Gefälle der Strecke sollte mindestens 6 % und maximal 16 % betragen, ihre Breite ca. 5 m. Es werden zwei Läufe durchgeführt – vorzugsweise auf unterschiedlich gesteckten Strecken.

### Riesenslalom

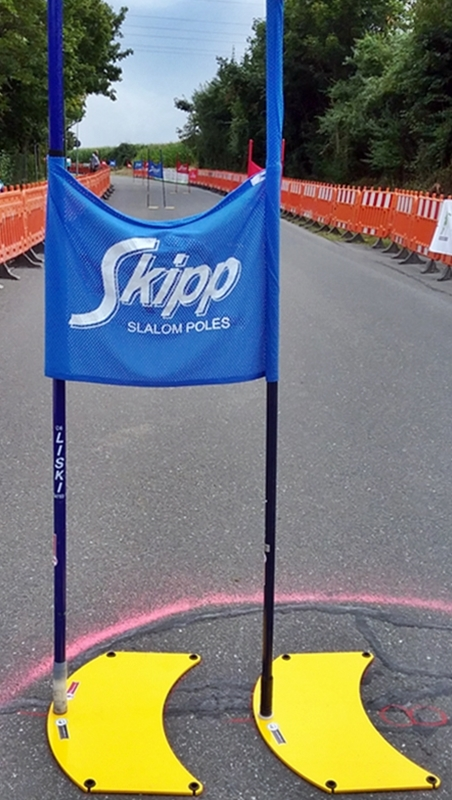
Riesenslalomtor

Beim Riesenslalom besteht ein zu durchfahrendes Tor aus zweimal zwei im Boden arretierten Kippstangen zwischen denen jeweils ein Tuch gespannt ist. Bei einer heftigen Berührung sollte sich das Tuch von der Stange lösen. Die Entfernung der einzelnen Riesenslalomtore sollte nicht weniger als 6 m und nicht mehr als 15 m betragen. Es dürfen auf der Strecke nur 20 bis 35 Tore in zwei unterschiedlichen Farben stehen. Die Torkombinationen sollten im sinnvollen Wechsel große, mittlere und kleine Radien haben. Das Gefälle der Strecke sollte mindestens zwischen 5 % und maximal 10 % betragen. Die Riesenslalomstrecke sollte ca. 6 Meter breit sein und wird in zwei Läufen durchgeführt – vorzugsweise auf unterschiedlich gesteckten Strecken.

### Parallelslalom
Der Parallelslalom wird gleichzeitig von zwei Athleten auf zwei nebeneinander liegenden Strecken gefahren. Die beiden Kurse müssen so genau wie möglich in der Horizontalen und Vertikalen übereinstimmen. Ein solcher Wettkampf kann sowohl als Slalom, als auch als Riesenslalom durchgeführt werden. Es dürfen auf der Strecke nur 20 bis 35 Tore in zwei unterschiedlichen Farben stehen. Die Strecke sollte ca. 6 m breit sein. Bei der Qualifikation ist es möglich viele Athleten antreten zu lassen. Es qualifizieren sich 32 Athleten für die erste Wettkampfrunde, ab der im K.-o.-Modus fortgefahren wird. Den Schritt in die nächste Runde schafft diejenige, die in ihrer Gruppe nach zwei Läufen in der aufaddierten Zeit schneller war. Bei Zeitgleichheit nach beiden Läufen wird eine dritte Runde gestartet. Das Teilnehmerfeld reduziert sich somit in jeder Runde um die Hälfte. Im kleinen Finale fahren schließlich die Verlierer des Halbfinales den dritten Platz aus. Im großen Finale entscheidet sich wer Zweiter und Sieger wird. Die weiteren Platzierung ergeben sich durch die in der jeweiligen Runde gefahrenen Zeitunterschiede.

### Mannschaftswettbewerb
Der Mannschaftswettbewerb kann als Slalom oder Riesenslalom durchgeführt werden. Eine Mannschaft besteht aus jeweils mindestens zwei Männern und zwei Frauen. Das Mannschaftsergebnis ergibt sich aus der Addition der einzelnen Laufzeiten. Bei Zeitgleichheit wird die Platzierung durch die beste Einzellaufzeit der jeweiligen Mannschaft ermittelt.

## Ausrüstung

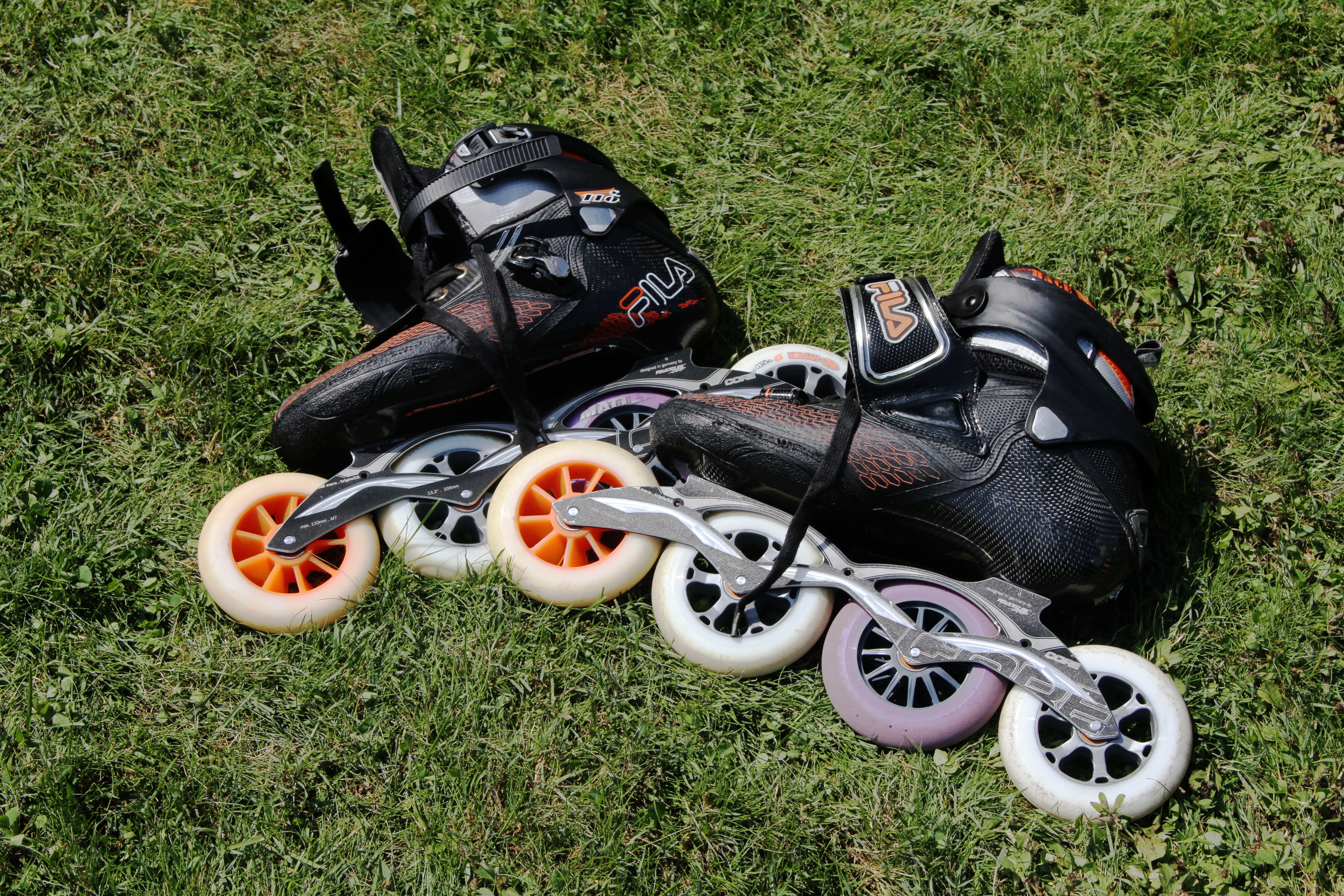
Alpin Skates, der Schaft ist höher als bei Speed Skates

Für den alpinen Inlinesport werden Skates mit Aluminiumschienen eingesetzt. Die Schienen haben vier oder fünf Rollen. Bei Schienen mit fünf Rollen werden Rollen mit Durchmessern von 80 oder 84 mm eingesetzt. Im Riesenslalom werden auch Schienen mit fünf Rollen à 90 mm verwendet. Immer mehr Sportler verwenden Schienen mit vier Rollen und Durchmessern von 100 oder 110 mm.
Die Auswahl der richtigen Rollenhärte spielt eine große Rolle. Einerseits müssen die Rollen genügend Grip bieten (weiche Rollen), um in den engen Kurven nicht wegzurutschen, anderseits müssen die Rollen einen geringen Rollwiderstand bieten (harte Rollen). Es werden auch Rollen verschiedener Härte an einer Schiene eingesetzt. Bei nasser Fahrbahn werden spezielle Regenrollen verwendet, die besonders weich sind.
Außer beim Inline-Downhill werden Skistöcke verwendet. Damit werden die elastischen Torstangen zur Seite gedrückt. Die Stöcke haben einen Schlagschutz für die Hand.

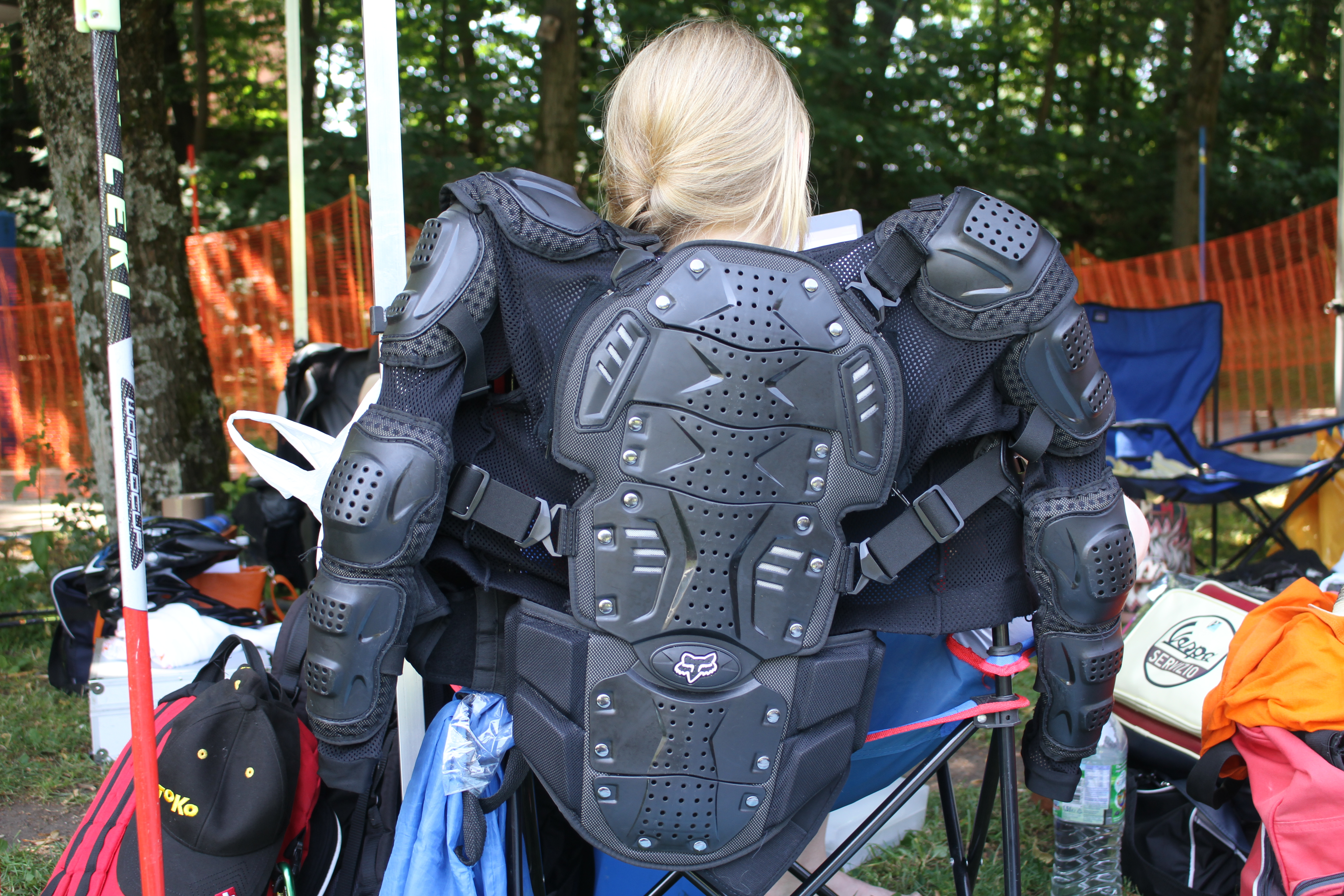
Protektoren

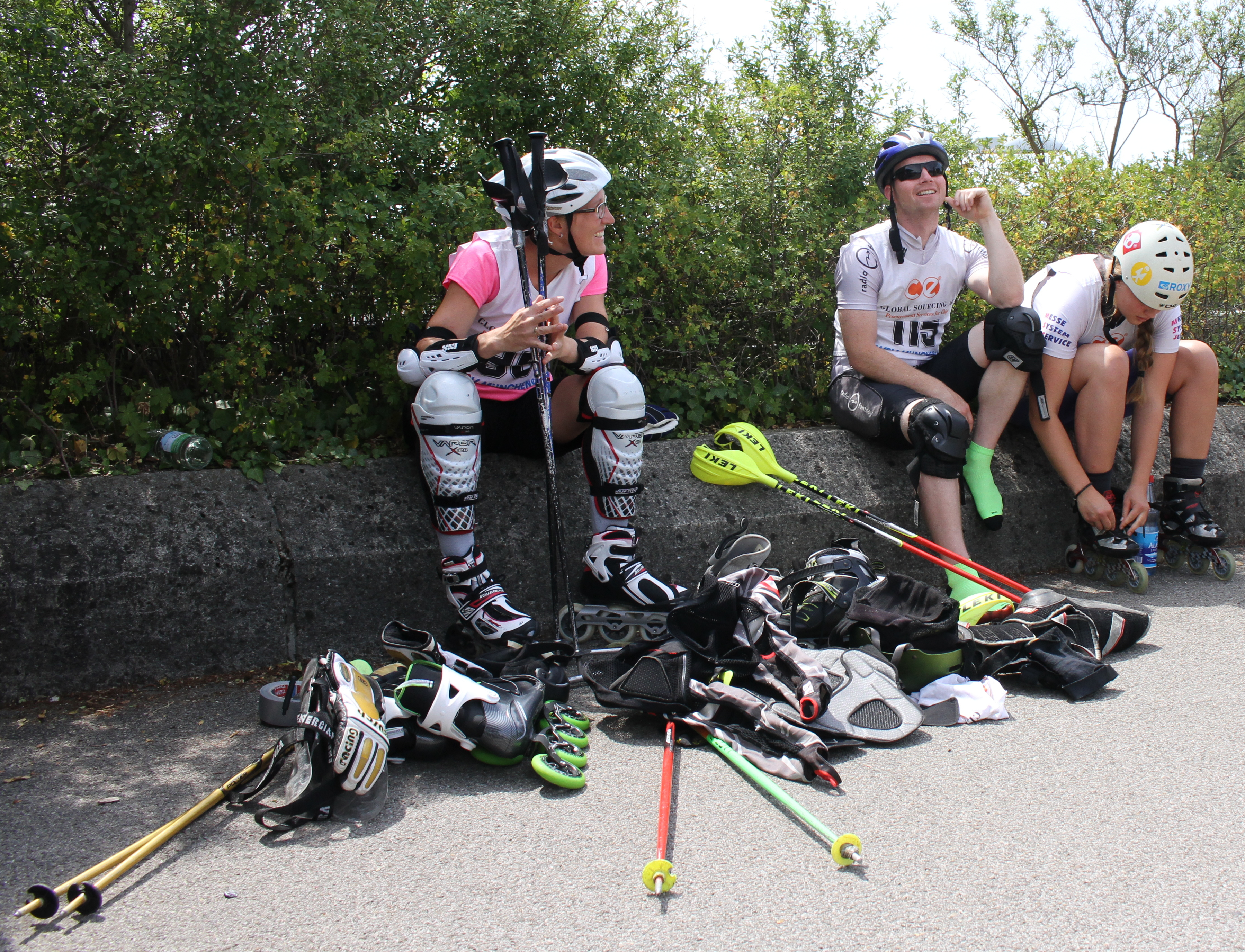
Pretektoren und andere Ausrüstung

Alpine Inlineskater tragen eine umfangreiche Schutzausrüstung. Diese besteht aus folgenden Elementen:
- Helm, eventuell mit Kinnschutz
- Rückenprotektor
- Brustprotektor
- Handschützer
- Ellenbogenschützer
- Schulterprotektoren
- Schützerhose
- Knieschützer, eventuell mit Schienbeinschützer

## Wettbewerbe
Die Wettbewerbe werden zwischen Mai und September veranstaltet.

### Weltcup und Europacup
Seit dem Jahr 2010 wird der Weltcup jährlich ausgetragen. Vor der Einführung des Weltcups gab es von 2004 bis 2009 den Europacup.

### Weltmeisterschaften
Im Jahr 2004 gab es die erste Weltmeisterschaften, die vom Deutschen Rollsport und Inline-Verband veranstaltet wurde. 2010 gab es eine inoffizielle Slalomweltmeisterschaft, ab dem Jahr 2012 wird sie offiziell alle zwei Jahre ausgetragen und vom Internationaler Rollsport veranstaltet.

### Junioreneuropameisterschaft
Seit 2006 wird die Junioreneuropameisterschaft ausgetragen. Zwischen 2006 und 2012 waren folgende Altersklassen zugelassen: S12 (Schüler) und S14 (Jugend). Ab 2013 sind folgende Altersklassen zugelassen: U14 und U16.

### Inline-Alpin-Europameisterschaft
Die Europameisterschaft wurde zwischen 2006 und 2009 jährlich und ab 2013 alle zwei Jahre ausgetragen.

### Internationaler-Inline-Cup
Der Internationalen-Inline-Cup wird seit 2006 ausgetragen und es sind folgende Altersklassen zugelassen: U8, U10, U12, U14, U16, U18, U21, Aktive und Senioren.

### Weitere Wettbewerbe
- Deutschland: DSV Ski-Inline Cup bis 2015 und ab 2016 Deutschland-Cup (Inline-Alpin), Alpen-Dolomiten Cup ab 2016, Deutsche Meisterschaften im Inline-Alpin, Baden-Württembergischer Inline-Slalom Cup, Bayerwald Inline Cup usw.
- Tschechien: CILA Cup, Tschechische Meisterschaft
- Spanien: Spanische Meisterschaft
- Serbien: Serbische Meisterschaft
- Polen: Polnische Meisterschaft
- Italien: Italienische Meisterschaft